# اندرو نات
اندرو نات (انگلیسی: Andrew Knott؛ زادهٔ ۲۲ نوامبر ۱۹۷۹) یک هنرپیشه اهل بریتانیا است. وی از سال ۱۹۹۳ میلادی تاکنون مشغول فعالیت بوده‌است.
از فیلم‌ها یا برنامه‌های تلویزیونی که وی در آن نقش داشته است می‌توان به باغ مخفی، زیبای سیاه و فوتبال‌دستی اشاره کرد.